# Chanterelle
Chanterelle – miejscowość i gmina we Francji, w regionie Owernia-Rodan-Alpy, w departamencie Cantal.
Według danych na rok 1990 gminę zamieszkiwało 165 osób, a gęstość zaludnienia wynosiła 8 osób/km² (wśród 1310 gmin Owernii Chanterelle plasuje się na 683. miejscu pod względem liczby ludności, natomiast pod względem powierzchni na miejscu 430.).